# Trio Mandili

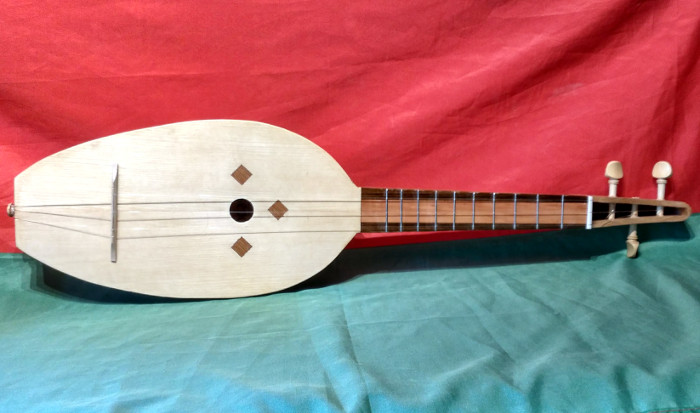
Panduri, instrument usat pel trio musical.

Trio Mandili (en georgià: ტრიო მანდილი; lit. ‘Mocador de dona’) és un grup de música georgià format per tres dones joves: Mariam Kurasbediani, Tatuli Mgeladze i Tako Tsiklauri. Originalment les integrant foren Anna Chincharauli, Tatia Mgeladze i Shorena Tsiskarauli.
Realitzen cant polifònic acompanyat d'un panduri, un instrument tradicional de corda georgià. Es feren populars a Geòrgia després d'interpretar «Apareka», una cançó típica del folklore georgià, en un vídeo musical. Aquest vídeo aconseguí més de set milions de visualitzacions.
El grup ha cantat cançons en altres llengües, com ara la cançó en hindi «Goron Ki Na Kalon Ki Duniya Hai Dilwalon Ki» (en català, "No a persones de pell clara o a persones de pell fosca, el món pertany a aquelles amb bon cor") que es va representar el Dia de la República de l'Índia, així com la cançó en polonès «Lipka» (en català, "Til·ler petit") i la cançó en hebreu «Adon Olam». En el seu canal de YouTube també es poden trobar cançons en rus, ucraïnès, italià i castellà.
El 2017, el grup participà a Evroviizis erovnul konkurss amb la cançó «Me da shen» amb l'oportunitat de representar Geòrgia al Festival de la Cançó d'Eurovisió 2017. Actuaren en 10è lloc i finalment acabaren en 12a posició amb 65 punts.

## Discografia
- 2015: With Love
- 2017: Enguro
- 2021: Sakartvelo